# Max Christiansen
Max Christiansen (Flensburgo, 25 settembre 1996) è un calciatore tedesco, centrocampista dell'Hannover 96.

## Carriera

### Club
Ha giocato nella prima divisione tedesca.

### Nazionale
Ha giocato nelle nazionali giovanili tedesche Under-17, Under-19, Under-20 ed Under-21.
Nell'estate del 2016 prende parte alle Olimpiadi di Rio, manifestazione in cui la squadra tedesca si aggiudica la medaglia d'argento nel torneo olimpico di calcio.

## Statistiche

### Presenze e reti nei club
Statistiche aggiornate al 1º luglio 2017.
| Stagione             | Squadra              | Campionato           | Campionato | Campionato | Coppe nazionali | Coppe nazionali | Coppe nazionali | Coppe continentali | Coppe continentali | Coppe continentali | Altre coppe | Altre coppe | Altre coppe | Totale | Totale |
| Stagione             | Squadra              | Comp                 | Pres       | Reti       | Comp            | Pres            | Reti            | Comp               | Pres               | Reti               | Comp        | Pres        | Reti        | Pres   | Reti   |
| -------------------- | -------------------- | -------------------- | ---------- | ---------- | --------------- | --------------- | --------------- | ------------------ | ------------------ | ------------------ | ----------- | ----------- | ----------- | ------ | ------ |
| 2013-2014            | Hansa Rostock        | 3.L                  | 7          | 1          | -               | -               | -               | -                  | -                  | -                  | -           | -           | -           | 7      | 1      |
| lug.-dic. 2014       | Hansa Rostock        | 3.L                  | 17         | 0          | -               | -               | -               | -                  | -                  | -                  | -           | -           | -           | 17     | 0      |
| Totale Hansa Rostock | Totale Hansa Rostock | Totale Hansa Rostock | 24         | 1          |                 |                 |                 |                    |                    |                    |             |             |             | 24     | 1      |
| 2014-2015            | Ingolstadt 04        | 2.B                  | 4          | 1          | -               | -               | -               | -                  | -                  | -                  | -           | -           | -           | 4      | 1      |
| 2015-2016            | Ingolstadt 04        | BL                   | 19         | 0          | CG              | 1               | 0               | -                  | -                  | -                  | -           | -           | -           | 20     | 0      |
| 2016-2017            | Ingolstadt 04        | BL                   | 11         | 0          | CG              | 1               | 0               | -                  | -                  | -                  | -           | -           | -           | 12     | 0      |
| 2017-2018            | Ingolstadt 04        | 2.B                  | -          | -          | CG              | -               | -               | -                  | -                  | -                  | -           | -           | -           | -      | -      |
| Totale Ingolstadt    | Totale Ingolstadt    | Totale Ingolstadt    | 34         | 1          |                 | 2               | 0               |                    |                    |                    |             |             |             | 36     | 1      |
| Totale carriera      | Totale carriera      | Totale carriera      | 58         | 2          |                 | 2               | 0               |                    |                    |                    |             |             |             | 60     | 2      |

## Palmarès

### Club

#### Competizioni nazionali
- Campionato tedesco di seconda divisione: 1

Ingolstadt 04: 2014-2015

### Nazionale
- Argento olimpico: 1

Rio de Janeiro 2016